# Nikolaus von Stralendorf
Nikolaus von Stralendorf († 14. Januar 1334 in Lübeck) war 1319–1333 Domherr zu Lübeck und 1323–1333 zu Schwerin.

## Leben
Nikolaus von Stralendorf war Sohn des mecklenburgischen Ritters Heinrich von Stralendorf. Vom 7. April 1297 bis 1324 war er Scholast zu Wismar.
Vom 25. Februar 1319 bis zum 4. Juni 1333 war er Domherr zu Lübeck. Ab 17. Februar 1323 war Nikolaus von Stralendorf bis zum 8. Juni 1333 Domherr zu Schwerin, wobei er als Dekan seit 8. Mai 1332 auch das Dekanat zu Schwerin innehatte.
Am 24. Februar 1325 hatte er aufgrund einer päpstlichen Provision die Propstei zu Bützow im Bistum Schwerin als Nachfolger von Johann Lütjenburg, unter dessen Testamentsexekutoren er sich auch befand.
Nikolaus war in der Propstei zu Bützow nicht unmittelbarer Nachfolger von Johann Lütjenburg, sondern Georg von Serkem als Domherr zu Schwerin von 1314 bis 1341 und 1324 als Propst zu Bützow.
Er wurde im Lübecker Dom bestattet, wo seine Grabplatte dokumentiert, aber nicht erhalten ist.